# Reflections (Album)
Reflections ist das vierte Studioalbum der finnischen Cello-Rockband Apocalyptica. Es wurde in den finnischen Petrax Studios aufgenommen und erschien im Jahr 2003 bei dem Musiklabel Island Records. Wie seine Vorgänger ist es geprägt durch auf Celli instrumental gespielte Stücke im von ihnen geprägten Cello Rock. Zusätzlich wurde auf dem Album ein Schlagzeug und Percussion eingesetzt, das bei mehreren Liedern von Dave Lombardo, dem ehemaligen Schlagzeuger der Band Slayer, gespielt wurde.

## Musikstil und Hintergrund
Durch die Veröffentlichung von Cult im Jahr 2000 und die Präsenz der Band auf Konzertreisen und Festivals wurde Apocalyptica zunehmend international bekannt. Im Jahr 2000 arbeiteten sie mit Sandra Nasić zusammen und veröffentlichten die Single Path Vol. 2 auf der Basis ihrer Eigenkomposition Path, gemeinsam mit Matthias Sayer von den Farmer Boys folgte Hope Vol. 2 und die brasilianische Thrash-Metal-Band Sepultura nahm mit Apocalyptica das Instrumentalstück Valtio für ihr Album Nation auf. Kurz darauf begleitete die Band Megadeth auf ihrer Tour in England. Aufgrund von persönlichen Differenzen verließ Max Lilja die Band und schloss sich Hevein an, sodass für die Aufnahmen von Reflections mit Eicca Toppinen und Paavo Lötjönen nur zwei der Gründungsmitglieder mitspielten und die Band mit Perttu Kivilaakso nur noch aus drei festen Mitgliedern bestand.
Bei den ersten beiden Alben der Band war der Stil geprägt durch die von ihnen genutzten Celli zur Interpretation bekannter Songs der Band Metallica und anderen Metalbands. Zuerst auf Inquisition Symphony und dann verstärkt auf Cult im Jahr 2000 kamen auf den Alben von Apocalyptica verstärkt Eigenkompositionen hinzu, die stilistisch an die interpretierten Metalsongs angelehnt waren. Auf Reflections spielte die Band zum ersten Mal ausschließlich Eigenkompositionen der Bandmitglieder Eicca Toppinen und Perttu Kivilaakso. Alle Lieder sind instrumental, zudem wurden sie anders als bei den Vorgängern mit Percussion und Schlagzeug begleitet, wobei diese im Studio von Dave Lombardo und Sami Kuoppamäki gespielt wurden. Hinzu kamen weitere Instrumente als Begleitung, vor allem Violinen und ein Kontrabass. Bei dem Lied Faraway wird die Band zusätzlich durch den Pianisten Juhani Lagerspetz begleitet, bei Cortége spielen Antero Manninen und Gregoire Korniluk als weitere Cellisten mit, Toreador II wird von der Trompete von Pasi Pirinen begleitet und bei Epilogue (Relief) kommt Jaakko Kuusisto als Solo-Violinist zum Einsatz.
Das Cover des Albums, das eine unbekleidete Frau von hinten und mit den typischen Schalllöchern des Cellos am Rücken vor einer Steppenlandschaft zeigt, ist angelehnt an das Filmplakat des Filmes Die rote Violine aus dem Jahr 2000.

## Veröffentlichung und Rezeption
Reflections wurde Anfang 2003 als viertes Studio-Album der Band veröffentlicht. In Deutschland stieg das Album am 24. Februar 2003 in die Deutschen Albumcharts ein und konnte bis auf Platz 15 steigen, insgesamt war es 9 Wochen in den Charts vertreten. In Österreich stieg es bis auf Rang 26 und war 11 Wochen in der Hitparade und in der Schweiz war es 8 Wochen in der Hitparade und stieg bis auf Rang 42. In ihrer Heimat Finnland wurde das Album ein Top-10-Hit und erreichte Rang 8 der finnischen Albencharts.
Nach Laut.de „schaffen die drei Finnen ein absolut eigenständiges Meisterwerk: "Reflections" bietet dem Hörer eine Vielfalt an musikalischen Richtungen, die so schnell nicht überboten werden kann.“ Laut metal.de ist Apocalyptica „zu einer eigenständigen kreativen extravaganten Band geworden“ und das Album „führt den ehrlichen Kurs der Band und ihr musikalisches Ich weiter“, „zugunsten von Fans, die sich genau von ihrem Stil, der klassischen Orchestrierung mit konsequenter Anlehnung an schwermetallische Musikkunst, mitreißen lassen.“ Das Album stelle ein „rundum geglücktes Album dar, das keinesfalls stagnierende Tendenzen aufweist, und immer mit dem Blick nach vorne zunehmend neue Impulse in einer speziellen Symbiose aus Klassik und Metal bringt.“ Holger Stratmann von der Rock Hard „kämpfen Apocalyptica [in der Metalwelt] noch um Anerkennung, aber sie buhlen nicht darum und gehen selbstbewusst ihren eigenen Weg.“ Für ihn ist Reflections ein „verdammt wichtiges Album geworden, da es erstmals ausschließlich Eigenkompositionen enthält“ und für ihn „lassen [diverse Songs] keinen Zweifel mehr zu, dass Apocalyptica die Dichte von Thrash-Metal-Bands wie Exodus oder Slayer mühelos erreichen können.“ Er betont allerdings auch „die dunkle, verletzliche, eher der Klassik zugeneigte Seite, die mit dem schönen ‚Cohkka‘ und dem atmosphärischen ‚Cortége‘ Höhepunkte der Platte stellt.“
Auf späteren Versionen unter dem Titel Reflections/Revised wurden der CD Bonus-Tracks und zusätzliches Material zugefügt. Dabei handelt es sich vor allem um eine Ergänzung mit dem Lied Seemann, einer Coverversion des gleichnamigen Liedes von Rammstein, die mit Nina Hagen als Sängerin aufgenommen und als Single veröffentlicht wurde.

## Titelliste
Auf den Album von 2003 sind 13 Lieder enthalten:
- Prologue (Apprehension) (Eicca Toppinen; feat. Dave Lombardo) – 3:09
- No Education (Eicca Toppinen; feat. Dave Lombardo) – 3:21
- Faraway (Eicca Toppinen) – 5:12
- Somewhere Around Nothing (Eicca Toppinen; feat. Dave Lombardo) – 4:08
- Drive (Eicca Toppinen) – 3:23
- Čohkka (Eicca Toppinen) – 4:31
- Conclusion (Perttu Kivilaakso) – 4:06
- Resurrection (Perttu Kivilaakso; feat. Dave Lombardo) – 3:35
- Heat (Eicca Toppinen) – 3:25
- Cortége (Eicca Toppinen) – 4:27
- Pandemonium (Perttu Kivilaakso) – 2:04
- Toreador II (Eicca Toppinen) – 4:04
- Epilogue (Relief) (Eicca Toppinen) – 3:04

Auf der noch im gleichen Jahr veröffentlichten Fassung Reflections / Revised wurden weitere Materialien veröffentlicht:
- Seemann (Album Version; feat. Nina Hagen) – 4:43
- Faraway Vol. 2 (Extended Version; feat. Dave Lombardo, Linda) – 5:13
- Delusion – 4:11
- Perdition – 4:10
- Leave Me Alone – 4:10

Zudem wurde dieser Version eine DVD mit Live-Aufnahmen, Videoclips und Making-of-Material beigelegt.

## Belege
1. 1 2 3  Stefan Mertlik: Apocalyptica, Porträt auf laut.de; abgerufen am 21. August 2020.
2. 1 2 3  Apocalyptica – Reflections bei Discogs; abgerufen am 20. August 2020.
3. 1 2  Apocalyptica – Reflections. offiziellecharts.de, abgerufen am 21. August 2020.
4. 1 2  Apocalyptica – Reflections Symphony. austriancharts.at, abgerufen am 21. August 2020.
5. 1 2  Apocalyptica – Reflections Symphony. hitparade.ch, abgerufen am 21. August 2020.
6. 1 2  Apocalyptica – Reflections. ifpi.fi, abgerufen am 21. August 2020.
7. ↑  Apocalyptica – Reflections, Review auf metal.de; abgerufen am 21. August 2020.
8. ↑  Holger Stratmann: Apocalyptica – Reflections, Review auf rockhard.de; abgerufen am 21. August 2020.
9. 1 2 3  Apocalyptica – Reflections/Revised bei Discogs; abgerufen am 20. August 2020.